# 프랑수와즈 도비녜 드 맹트농 후작부인

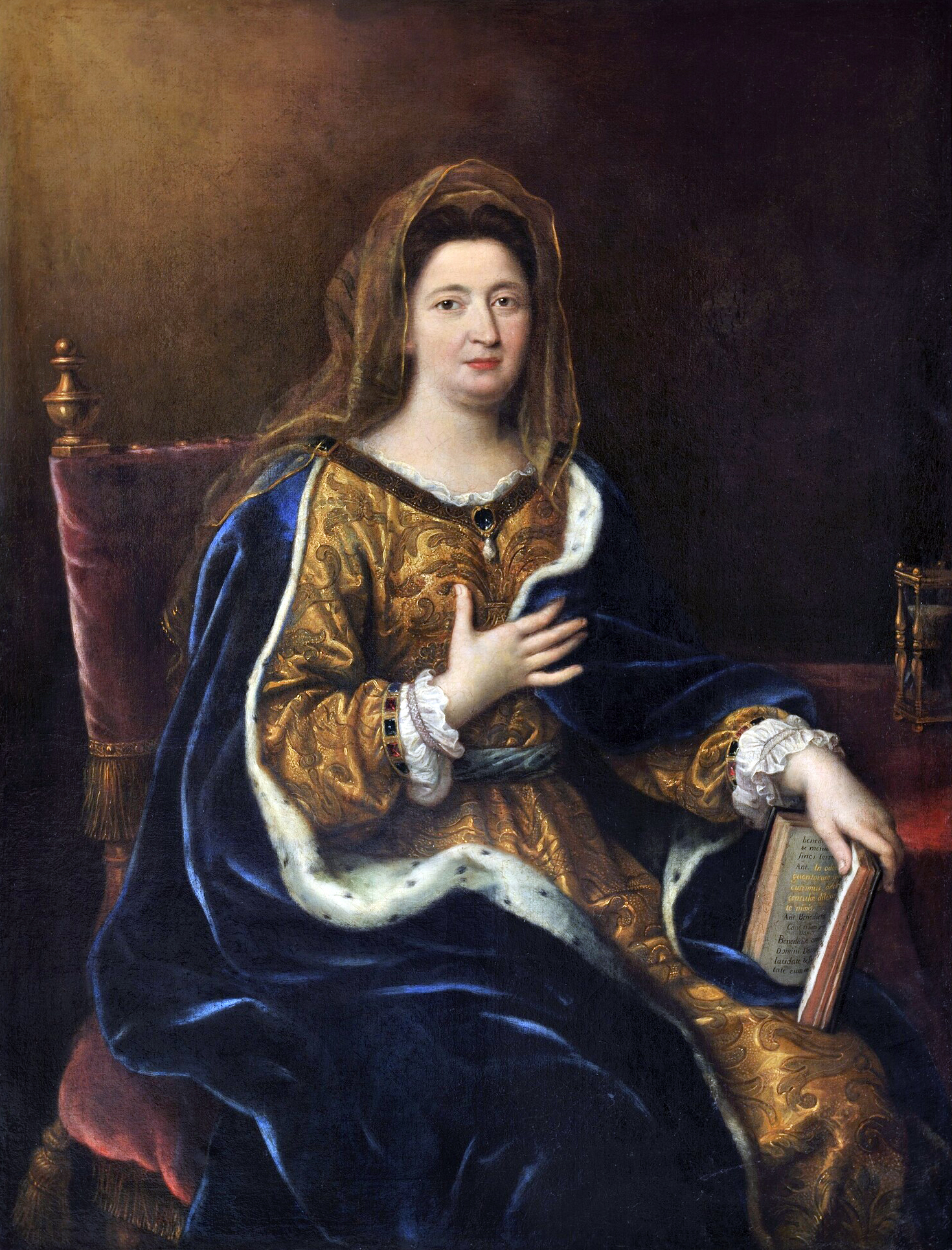

맹트농 후작부인 프랑소와즈 도비네(Françoise d'Aubigné, Marquise de Maintenon, 1635년 11월 27일 ~ 1719년 4월 15일)은 프랑스 국왕 루이 14세의 정부였다. 국왕과 결혼식을 올렸으나 정식 공표는 하지 않음으로 공식적인 왕비에 오르지는 못했다. 어린시절 매우 가난하고 힘든시기를 보낸 탓인지 가난한 귀족여인들을 위한 교육기관을 설립하여 교육자로도 활동했다.

## 생애

### 출생과 성장
1635년 11월에 니올 감옥에서 태어났다. 아버지 콩스탕 도비네는 위조 지폐를 제작했다는 혐의로 수감중이었다. 유명한 시인 아그리파 도비네가 그녀의 할아버지이지만 몰락한 귀족가문이었다. 감옥에서 나온 아버지 콩스탕은 아내와 자식들을 버리고 도망가는 바람에 맹트농의 가족은 궁핍한 생활를 했다. 이후 여러 친척집을 전전했다. 12세 때 그녀는 두 오빠와 함께 신교도 친척집에 맡겨졌다가, 나중에 드 뇌이앙 부인에게 몸을 의탁했다. 뇌이앙 부인은 신교도인 그녀에게 엄격한 카톨릭식 교육을 시켰다. 이런 영향으로인해 카톨릭으로 개종한 그녀는 평생 카톨릭 신앙을 고수했다.  

### 결혼 생활
16세가 되던해 1651년에 25살 연상인 시인 폴 스카롱과 결혼했다. 뇌이앙 부인의 주선으로 이루어진 결혼이었다. 남편은 류머티스 관절염으로 다리를 심하게 절룩거렸고 몹시 가난한 사람이었으나, 문학적 재능과 유머가 뛰어난 인물이었다. 지참금이 한 푼도 없었던 프랑수아즈는 수도원 생활보다는 나을것 같아서 늙은 시인과의 혼인을 선택했다. 이 시기에 그녀는 박학다식한 남편 덕분에 많은 지식과 폭넓은 교양을 배울수 있었다. 
남편은 폭넓은 대인관계 속에 여러 지인들과 교류하였고 많은 사람들이 남편의 집에 찾아왔다. 자연스럽게 맹트농은 당대의 지식인들, 귀부인들과 교류하면서 우호적인 인간관계를 유지하는 방법 등 사교술을 터득했고 대인관계도 넓혀나갔다. 그 가운데에는 루이 14세의 애첩 몽테스팡 후작 부인도 있었다. 1660년, 25살에 남편이 죽고 난 뒤 가난한 생활이 이어졌으나 1669년부터 몽테스팡 부인의 아이들(루이 14세의 서자)을 돌보는 가정교사가 되었다.

### 맹트농 후작부인
1673년 루이 14세는 몽테스팡의 사생아들을 합법적으로 인정한후 맹트농은 사생아들과 함께 궁으로 이주했다. 루이 14세는 몽테스팡 부인과의 관계가 소원해지면서 가정 교사인 맹트농에게 관심을 보이기 시작했다. 사랑의 감정이 싹튼 루이 14세는 1675년에 그녀에게 상당한 재산과 멩트농 후작 부인이라는 칭호를 내렸다. 그녀에 대한 루이 14세의 총애가 날로 더해가는 것과는 달리 몽테스팡 후작부인은 몰락해갔다. 독약사건 조사과정에서 몽테스팡 후작부인이 국왕의 사랑을 독차지하기 위한 마녀들의 제의식에 참여한 일이 밝혀져 국왕이 충격을 받은 후 버림받았기 때문이다.
맹트농은 국왕부부의 관계 개선을 위해 노력했고 그 덕분에 루이 14세와 왕비 마리테레즈는 화목하게 지내게 되었다. 왕비 마리테레즈는 이런 사실에 대해 맹트농 후작부인에게 고마워했다. 루이 14세는 베스트팔렌 조약(1648년)에도 불구하고 지속되던 스페인과의 전쟁을 종결지은 피레네 조약(1659년)에 따라 스페인 출신에 마리테레즈와 결혼했다. 결혼후 루이 14세는 자신이 생각했던 왕비로서의 여성상과 너무나도 차이가 났던 마리테레즈에 대해 크게 실망했다. 인문학적 소양이 부족할뿐만 아니라 그녀는 지나치게 순종적이었고 아둔하기까지 하여 궁중에서 조롱의 대상이 되기도 했다.
적어도 일국의 왕비라면, 어머니 안 도트리슈처럼 지성적이고 현명하며 아름다워야 했던 것이다. 궁을 활력에 넘치게 했던 모후 안 도트리시와 비교해 볼 때 마리테레즈는 너무나도 부족한 것이 많았다. 그래서 루이 14세는 후계자 출산을 위해 의무적으로 아내의 침실을 방문하곤 했을 뿐이었다. 그러나 이것마저 마리 테레즈가 수녀원에서 지내는 시간이 늘어나자 부부관계가 소원해져 있었는데, 맹트농 후작부인 덕분에 좋아지게 되었던 것이다. 

### 비밀 결혼
1683년 7월 왕비 마리 테레즈가 사망한후 3개월만에 루이 14세와 비밀리에 결혼은 했으나 신분의 차이 때문에 이 결혼은 공표되지 않았다. 비공식적이기는 했으나 안주인이 된 맹트농은 궁궐을 카톨릭적인 경건함과 엄숙함으로 이끌어나갔다. 이로 인해 종교문제에 있어서 루이 14세에게 많은 영향을 주었을 것이라는 추측을 낳기도 했다. 그 대표적인 사건이 1685년 10월 루이 14세가 내린 퐁텐블로 칙령이다. 이 칙령으로 지난 1589년에 반포된 앙리 4세의 낭트 칙령이 철회되며 본격적으로 위그노(개신교)에 대한 탄압이 시작되었다. 개신교 학교와 예배당과 시설들은 폐쇄되고 철거당했다. 상공업에 종사하던 대략 20 만명이상의 위그노들이 주변국가로 망명하였다. 이로 인해 프랑스 산업과 경제는 큰 타격을 입었다.

### 말년과 은퇴
1686년, 그녀는 국왕의 허락을 얻어 가난한 젊은 귀족 여성들을 위한 생시르 학교를 창설했다. 그리고 교육 사업에 전념했다. 1715년 루이 14세가 사망한 후 그녀는 생시르 학교로 물러나 죽을때까지 거기서 머물렀다. 어린 루이 15세를 대신해 섭정을 맡고 있었던 오를레앙 공은 그녀에게 48,000 리브르에 달하는 연금을 지급했다.
83세의 고령으로 세상을 떠난후 그녀의 유해는 생시르 교회에 보존되었다. 프랑스 대혁명 중에 상퀼로트는 그녀의 유해를 마구 파헤쳐 질질 끌고 다녔으나 수녀들이 남은 유해를 거두어 생 시르에 숨겨 두었다. 1945년 건물을 허물 당시 '멩트뇽 부인의 유골'이라고 기록된 상자가 발견되었고, 그녀의 마지막 유해는 베르사유 궁으로 옮겨졌다.